# Martinšćica (Kostrena)
Martinšćica se nalazi u Kostreni, u Primorsko-goranskoj županiji na istočnom rubu grada Rijeke. Poštanski broj 51221 pripada uredu Kostrena.

## Zemljopis
Uvala je Martinšćica uokvirena uzvišenjima oblikovanim u karbonatnim stijenama. Nalazi se između sušačkog i kostrenskog dijela primorske padine. Duljina uvale je 1400 m, a širine do 300 m. Smještena je približno okomito na obalu Riječkog zaljeva i Drašku dolinu. Na sjeveroistoku se s tom dolinom spaja Draški potok koji je u karbonatnim stijenama oblikovao kanjonsku dolinu gotovo vertikalnih strana.
U uvali Martinšćica nalazi se remontno brodogradilište "Viktor Lenac".